# Monica Anghel

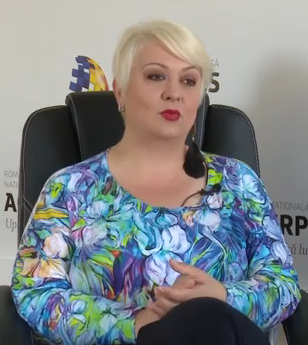
Monica Anghel (2015)

Monica Anghel (* 1. Juni 1971 in Bukarest, Rumänien) ist eine rumänische Sängerin.

## Leben
Monica Anghel besuchte die Popular School of Art und studierte Operngesang in den Vereinigten Staaten und machte ihren Abschluss in Dramaturgie an der Universität Bukarest.
Sie startete ihre Karriere im Alter von 14 Jahren, als sie den ersten Preis bei einem der wichtigsten Musikfestivals in Rumänien belegte. Sie erreichte zahlreiche erste und zweite Plätze beim nationalen Mamaia-Festival und darüber hinaus weitere Erstplatzierungen bei internationalen Wettbewerben wie dem FIDOF-Preis in Finnland, dem Golden Stag Festival in Rumänien, dem International Festival in Australien und dem MakFest in Mazedonien.
Im Jahr 1996 gewann sie die Selecția Națională mit dem Song Rugă pentru pacea lumii (zu dt.: Gebet für den Weltfrieden), konnte sich damit aber nicht für das internationale Finale in Oslo qualifizieren, denn sie schied in Qualifikationsrunde aus. Im Jahr 2002 gewann sie zusammen mit Marcel Pavel den Vorentscheid mit dem Song Tell me why. Beim Contest in Tallinn erreichten sie Platz 9.

## Diskografie
Alben
- 1995: Hearts on fire
- 2001: XXI
- 2010: Lacrimă De Jar (mit Mahala Rai Banda)[2]